# Aaron Eckhart

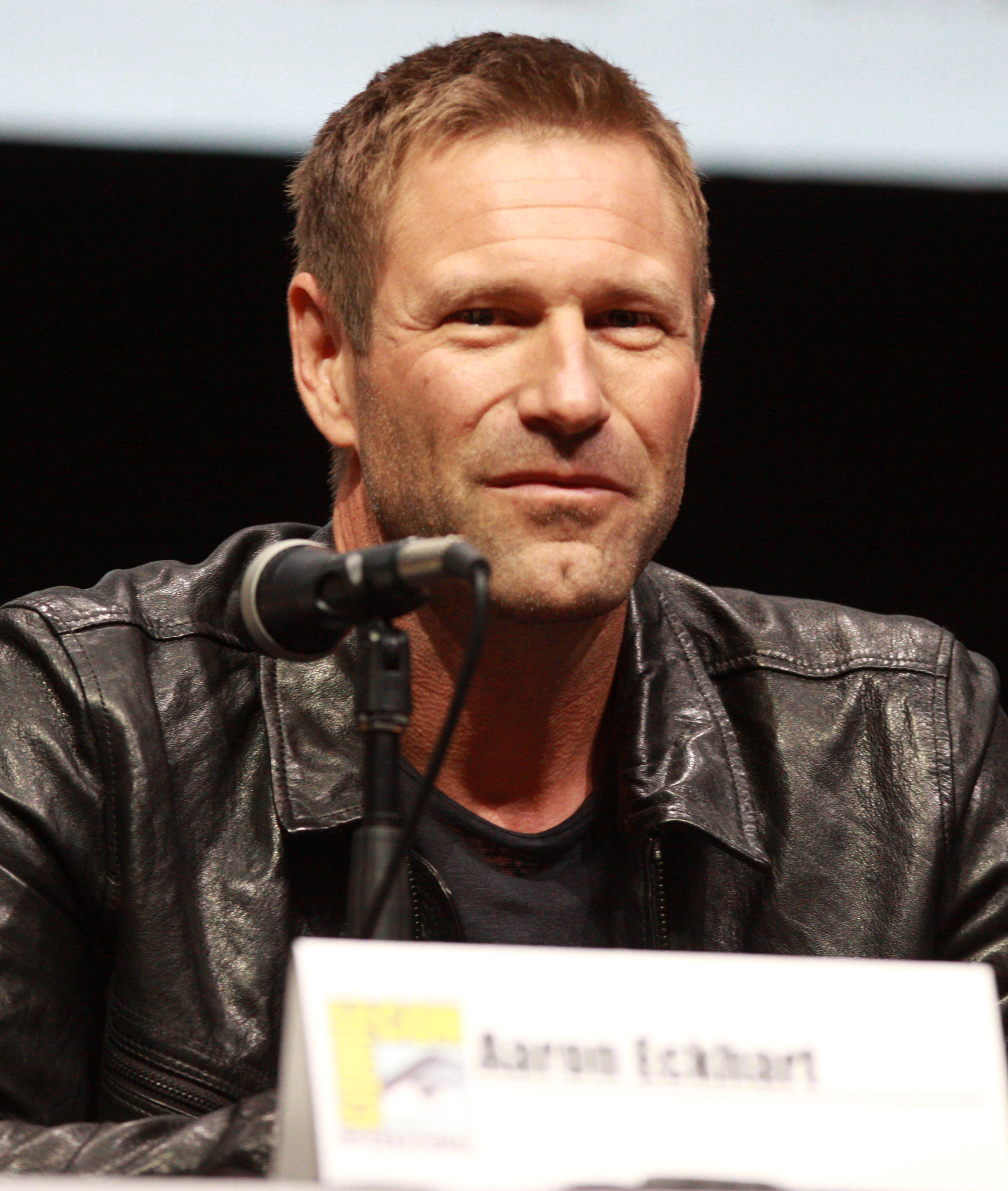
Aaron Eckhart (San Diego Comic Con 2013)

Aaron Edward Eckhart (* 12. März 1968 in Cupertino, Kalifornien) ist ein US-amerikanischer Schauspieler.

## Leben
Aaron Eckhart wurde als jüngster Sohn von James Conrad Eckhart, einem IT-Experten, und Mary Martha Eckhart (geborene Lawrence), einer Schriftstellerin, in Kalifornien geboren. Er hat noch zwei ältere Brüder. Sein Vater war  russlanddeutscher Abstammung, und seine Mutter hatte englische und schottische Wurzeln. Er gehört seit seiner Geburt der Kirche Jesu Christi der Heiligen der Letzten Tage an und war auch an einer zweijährigen Missionsfahrt in Frankreich und der Schweiz beteiligt.
1981 zog Eckhart mit seiner Familie nach England, weil sein Vater dort einige Zeit als Computerfachmann berufstätig war. Die Familie war unter anderem in Walton-on-Thames und später in Cobham wohnhaft. Eckhart besuchte dort die ACS International Schools, wo er zum ersten Mal in einer Schulaufführung als Charlie Brown auftrat. 1985 siedelte Eckhart nach Sydney, Australien über, wo er erneut die örtliche ACS International School besuchte. In seinem letzten Schuljahr verließ er die Schule vorerst, um für einige Zeit in einem Kino zu jobben. Seinen Schulabschluss holte er später in einem Bildungskurs für Erwachsene nach. 1988 kehrte Eckhart in die Vereinigten Staaten zurück und schrieb sich für ein Schauspielstudium an der Brigham Young University auf Hawaii ein, wechselte aber später an die gleichnamige Universität in Provo, Utah. 1994 schloss er sein Studium mit einem Bachelor-Grad ab.

## Karriere

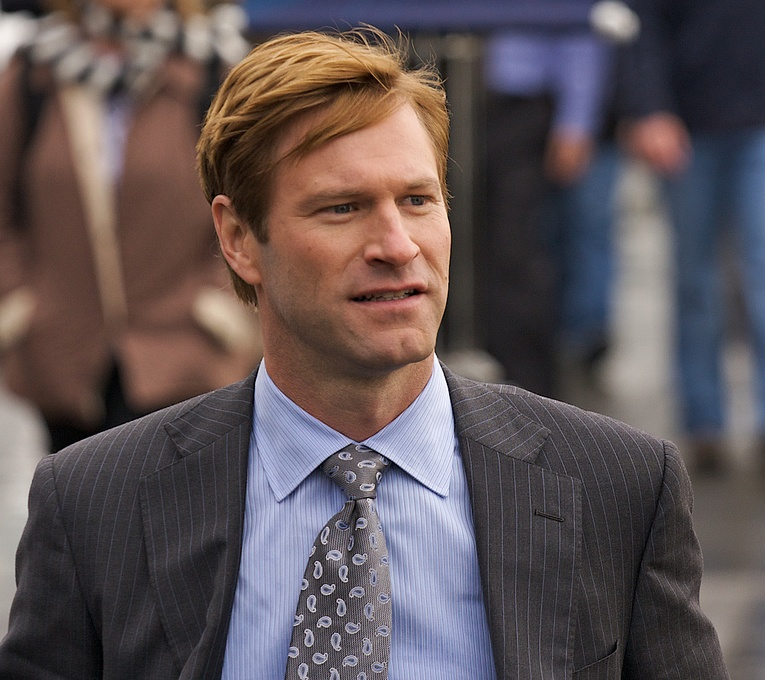
Aaron Eckhart (2008)

Während seiner Zeit an der Universität traf Eckhart den Theaterregisseur Neil LaBute, der ihn für zahlreiche seiner Bühnenstücke engagierte. Eckhart sammelte dadurch erste professionelle Schauspielerfahrung. Nach seinem Studium zog Eckhart nach New York City und nahm dort verschiedene Gelegenheitsjobs wie Busfahrer und Barkeeper an, um sich seinen Lebensunterhalt zu verdienen. Als Berufsschauspieler war er zuerst in Werbespots zu sehen, bevor er 1994 eine erste kleine Rolle in der Fernsehserie Beverly Hills, 90210 verbuchen konnte.
1997 wurde er erneut von Neil LaBute für die Verfilmung seines Theaterstückes In the Company of Men engagiert. Eckhart übernahm die Hauptrolle eines frustrierten Büroangestellten. Der Film erhielt positive Kritiken und Eckhart gewann für seine Darstellung einen Independent Spirit Award sowie einen Golden Satellite Award. Es folgten größere Rollen in Molly an der Seite von Elisabeth Shue und in Oliver Stones An jedem verdammten Sonntag.
Im Jahr 2000 spielte er in Steven Soderberghs Drama Erin Brockovich und in Nurse Betty, bei dem sein Stammregisseur LaBute wieder Regie führte. In den nächsten Jahren wurde Eckhart endgültig zum gefragten Hauptdarsteller. 2001 war er als junger Nachwuchsdetektiv an der Seite von Jack Nicholson in Das Versprechen zu sehen und erhielt dafür weitere positive Kritiken. 2002 spielte er im Film Besessen neben Gwyneth Paltrow. Im Katastrophenfilm The Core – Der innere Kern übernahm er im selben Jahr die Hauptrolle. 2003 folgten weitere Rollen in den Filmen Paycheck – Die Abrechnung neben Ben Affleck und Uma Thurman und in The Missing neben Cate Blanchett und Tommy Lee Jones.
2004 war Eckhart im Thriller Suspect Zero in der Hauptrolle eines FBI-Ermittlers zu sehen. Der Film wurde jedoch kein großer Erfolg. Beim Film Neverwas von 2005, in dem er neben William Hurt, Jessica Lange und Nick Nolte spielte, war er ebenfalls als Filmproduzent tätig. Im selben Jahr spielte er in der Filmsatire Thank You for Smoking die Rolle eines Tabak-Lobbyisten, was ihm eine Golden-Globe-Nominierung einbrachte. Es folgten Rollen in Filmen wie Conversation(s) With Other Women, The Black Dahlia (2006) und Rezept zum Verlieben (2007). Im Jahr 2008 war Eckhart in der Batman-Fortsetzung The Dark Knight des Regisseurs Christopher Nolan zu sehen. Er übernahm dort die Rolle des Staatsanwaltes Harvey „Two-Face“ Dent. Der Film wurde ein großer Erfolg und reihte sich in die Liste der erfolgreichsten Filme ein.
2009 spielte er im Romantikfilm Love Happens neben Jennifer Aniston und Martin Sheen. 2010 war er im Filmdrama Rabbit Hole als Ehemann von Nicole Kidman zu sehen. Ein Jahr darauf übernahm Eckhart die Hauptrolle in Jonathan Liebesmans Science-Fiction-Film World Invasion: Battle Los Angeles. Im Actionthriller Olympus Has Fallen – Die Welt in Gefahr übernahm er 2013 an der Seite von Gerard Butler die Rolle des Präsidenten der Vereinigten Staaten, diese Rolle nahm er auch in der Fortsetzung London Has Fallen von 2016 wieder auf. 2014 spielte er im Fantasyfilm I, Frankenstein die titelgebende Hauptrolle als Adam Frankenstein. Seit Sully (2016) bis zu The Bricklayer (2024) hatte Eckhard keine Hauptrolle mehr in größeren Hollywood-Filmen.
Synchronisiert wird Eckhard im Deutschen meistens von Tom Vogt. In vereinzelten Filmen liehen auch schon Synchronsprecher wie Philipp Moog und Martin Umbach Eckhart ihre Stimme.

## Filmografie
- 1992: Mörderisches Dreieck (Double Jeopardy, Fernsehfilm)
- 1994: In Cold Blood (Slaughter of the Innocents)
- 1996: Aliens in meiner Familie (Aliens in the Family, Fernsehserie)
- 1997: In the Company of Men
- 1998: Männer, Frauen und die Wahrheit über Sex (Your Friends & Neighbors)
- 1998: Thursday – Ein mörderischer Tag (Thursday)
- 1999: Molly
- 1999: An jedem verdammten Sonntag (Any Given Sunday)
- 2000: Tumble (Kurzfilm)
- 2000: Erin Brockovich
- 2000: Nurse Betty
- 2001: Das Versprechen (The Pledge)
- 2002: Besessen (Possession)
- 2003: The Core – Der innere Kern (The Core)
- 2003: The Missing
- 2003: Paycheck – Die Abrechnung (Paycheck)
- 2004: Frasier (Fernsehserie, 2 Folgen: 11x19 und 11x20)
- 2004: Suspect Zero
- 2005: Conversation(s) With Other Women
- 2005: Thank You for Smoking
- 2005: Neverwas
- 2006: The Black Dahlia
- 2006: The Wicker Man
- 2006: Meet Bill (Bill)
- 2007: Rezept zum Verlieben (No Reservations)
- 2007: Unverblümt – Nichts ist privat (Towelhead)
- 2008: The Dark Knight
- 2009: Love Happens
- 2010: Rabbit Hole
- 2011: World Invasion: Battle Los Angeles (Battle: Los Angeles)
- 2011: Rum Diary (The Rum Diary)
- 2012: Die Logan Verschwörung (Erased)
- 2013: Olympus Has Fallen – Die Welt in Gefahr (Olympus Has Fallen)
- 2013: I, Frankenstein
- 2015: My All American
- 2016: London Has Fallen
- 2016: Sully
- 2016: Incarnate – Teuflische Besessenheit (Incarnate)
- 2016: Bleed for This
- 2018: The Romanoffs (Fernsehserie, 2 Episoden)
- 2019: Midway – Für die Freiheit (Midway)
- 2019: 64 Minutes – Wettlauf gegen die Zeit
- 2020: Wander – Die Verschwörung ist real (Wander)
- 2022: The First Lady (Fernsehserie, 10 Episoden)
- 2023: Muzzle – K-9 Narcotics Unit
- 2024: The Bricklayer – Tödliche Geheimnisse (The Bricklayer)
- 2024: Chief of Station
- 2024: Geheimsache Malta (Classified)

## Auszeichnungen und Nominierung (Auswahl)
Chicago Film Critics Association Awards
- Nominiert: Most Promising Actor, In the Company of Men (1998)

Satellite Awards
- Auszeichnung: Outstanding New Talent, In the Company of Men (1997)
- Nominiert: Best Actor in a Motion Picture – Comedy or Musical, Thank You for Smoking (2006)

Golden Globe Award
- Nominiert: Best Performance by an Actor in a Motion Picture – Comedy or Musical, Thank You for Smoking (2007)

Independent Spirit Award
- Auszeichnung: Best Debut Performance, In the Company of Men (1998)
- Nominiert: Best Male Lead, Thank You for Smoking (2007)
- Nominiert: Best Male Lead, Rabbit Hole (2011)